# Cibanal
Cibanal es una localidad española perteneciente al municipio de Villar del Buey, en la provincia de Zamora, y la comunidad autónoma de Castilla y León.
Su término pertenece a la histórica y tradicional comarca de Sayago. Forma parte del municipio de Villar del Buey, junto con las localidades de Formariz, Fornillos de Fermoselle, Pasariegos, Pinilla de Fermoselle y Villar del Buey. Argusino fue uno de los municipios colindantes, hasta que el 17 de septiembre de 1967 fue anegado por el embalse de Almendra y su término pasó a integrarse en el de Cibanal.

## Topónimo
El nombre de Cibanal podría derivar de la palabra latina «cibarĭus» y este a su vez de «cibus», con significado de comida. El cibario o cibarius es el término con el que se referían los romanos a las leyes que regulaban las comidas y convites del pueblo.

## Historia
En la Edad Media, Cibanal quedó integrado en el Reino de León, época en que habría sido repoblado por sus monarcas en el contexto de las repoblaciones llevadas a cabo en Sayago, datando su primera referencia escrita del siglo XIII.
Durante varios siglos hasta el XIX perteneció a la jurisdicción de la Villa de Fermoselle junto a las cercanas localidades de Pinilla y Fornillos, motivo por el cual le correspondería tener el apellido de "Fermoselle" en vez de Sayago que es el que actualmente posee.
La jurisdicción de la Villa de Fermoselle a pesar de incluirse durante la Edad Moderna dentro del partido de Sayago tenía su propia autonomía, ya que la mayor parte de la comarca estaba sujeta a la jurisdicción de la ciudad de Zamora, de la que Fermoselle y sus aldeas no formaban parte.
En el año 1537 el obispo de Zamora como propietario de todo el término lo cede en fuero perpetuo a sus vecinos, el cual estuvieron pagando hasta el siglo XIX.
El marqués de la liseda como dueño jurisdiccional se apropió indebidamente del término, lo que causó que los vecinos de Cibanal tuvieran la doble condición de colonos, tanto del obispo como del marqués.

Al reestructurarse las provincias y crearse las actuales en 1833, la localidad se mantuvo en la provincia zamorana, dentro de la Región Leonesa, integrándose en 1834 en el partido judicial de Bermillo de Sayago, dependencia que se prolongó hasta 1983, cuando fue suprimido el mismo e integrado en el partido judicial de Zamora.
Cibanal fue un municipio independiente hasta 1970, fecha en la que fue incluido en el municipio de Villar del Buey.

## Geografía física

### Ubicación

Municipio de Villar del Buey en el mapa de la provincia de Zamora. Cibanal es una de sus localidades.

Cibanal se encuentra situado en el suroeste zamorano, a una distancia de 56 km de la ciudad de Zamora, la capital provincial.
Pertenece a la comarca de Sayago, encontrándose situado en su zona suroeste, junto al embalse de Almendra y a la provincia de Salamanca. En la actualidad no posee ayuntamiento propio, siendo una pedanía del municipio de Villar del Buey. Parte de los servicios públicos son suministrados por la Mancomunidad Sayagua. Además, pertenece al partido judicial de Zamora.
Su término es colindante con el del parque natural de Arribes del Duero, un espacio natural protegido de gran atractivo turístico, con el que comparte características paisajísticas.
| Noroeste: Fermoselle | Norte: Formariz | Noreste: Villar del Buey |
| Oeste: Fermoselle    |                 | Este: Salce              |
| Suroeste: Almendra   | Sur: Almendra   | Sureste: Salce           |

## Geografía humana

### Demografía
| Gráfica de evolución demográfica de Cibanal entre 1842 y 1960 |
| |
| Población de derecho según los censos de población del INE Población de hecho según los censos de población del INEEntre el censo de 1930 y el anterior, aparece este municipio porque se segrega del municipio 49500 (Argusino) Entre el censo de 1857 y el anterior, este municipio desaparece porque se integra en el municipio 49500 (Argusino) Entre el censo de 1970 y el anterior, este municipio desaparece porque se integra en el municipio 49264 (Villar del Buey) |

En el año 2017 contaba con una población de 81 habitantes (INE 2017), de los cuales 41 son varones y 40 son mujeres.